# Estació de Vilaverd
Vilaverd és una estació de ferrocarril propietat d'adif situada al nord de la població de Vilaverd,  a la comarca catalana de la Conca de Barberà. L'estació es troba a la línia Tarragona-Reus-Lleida i hi tenen parada trens de les línies R13 i R14 dels serveis regionals de Rodalies de Catalunya, operat per Renfe Operadora.
Aquesta estació es va posar en funcionament l'any 1863 quan va entrar en servei el tram construït per la Companyia del Ferrocarril de Reus a Montblanc (posteriorment LRT) entre Reus (1856) i Montblanc.
L'edifici de l'estació no fou construït fins a la dècada del 1910. Un primer edifici tenia caràcter de provisional fins que un fort vent huracanat va ocasionar greus desperfecte i va motivar la construcció nova. Aquest retard en la construcció definitiva de l'estació ha fet que durant anys fos la més moderna del recorregut. Té una bona marquesina de ferro i algun dels seus elements recorden l'estil modernista. Està protegit com a bé cultural d'interès local.
L'any 2016 va registrar l'entrada de 1.000 passatgers.

## Serveis ferroviaris
| Serveis regionals de Rodalies de Catalunya |           |       |         |                                                          |
| Procedència/Destinació                     | <         | Línia | >       | Procedència/Destinació                                   |
| Lleida Pirineus                            | Montblanc |       | la Riba | Barcelona-Estació de França Barcelona-Sant Andreu Comtal |
| Lleida Pirineus                            | Montblanc |       | la Riba | Barcelona-Estació de França Barcelona-Sant Andreu Comtal |